# Hualong-Höhle
Die Hualong-Höhle (chinesisch 華龍洞 / 华龙洞, Pinyin huálóng dòng) ist eine archäologische und paläoanthropologische Fundstätte in der Provinz Anhui im Südosten der Volksrepublik China. Bei ersten Ausgrabungen im Sommer 2006 wurden neben Tierfossilien und Steinwerkzeugen auch ein homininer Backenzahn sowie das Fragment eines Stirnbeins entdeckt. 2015 wurden zahlreiche zusammengehörige Bruchstücke eines rund 300.000 Jahre alten Schädels mit vermutlich zugehörigem Unterkiefer entdeckt, dessen genaue Position im Stammbaum der Gattung Homo noch ungeklärt ist. Dieser Schädel wurde, abgeleitet vom Fundort im Kreis Dongzhi, als „Dongzhi-Mensch“ bezeichnet.

## Fundort
Bei der im Dorf Pangwang der Großgemeinde Yaodu, Kreis Dongzhi, rund 10 Kilometer südlich des Jangtsekiang, gelegenen Fundstätte handelt es sich um die Überreste einer vermutlich bereits vor mehr als 200.000 Jahren eingestürzten Höhle am Südhang des Meiyuan-Hügels, einer Geländeaufwölbung antiklinalen Ursprungs. Das Gestein besteht aus Trümmern von kambrischer Kalkstein-Brekzie, vermischt mit Lehm und Flusssteinen. Das Gelände ist seit 2004 als Fundstätte bekannt, nachdem auf seiner Oberfläche Säugetier-Fossilien entdeckt worden waren. Nach den ersten homininen Funden im Sommer 2006 folgten von 2014 bis 2017 erneute Ausgrabungen, in deren Verlauf – unter einem weggeräumten Gesteinsbrocken – Fossilien von weiteren 14 Individuen zutage traten, darunter der zwar in elf Teile zerbrochene, aber weitgehend vollständige und in Brekzie eingebackene Schädel (Sammlungsnummer HLD 6; die Buchstaben stehen für den Fundort huálóng dòng) und dem vermutlich zugehörigen Unterkiefer. Zudem wurden mehr als 3000 große Fossilien von rund 50 Säugetier-Arten geborgen. Eine erste, vorläufige Datierung von Kalksteinproben ergab 2015 ein Alter von rund 400.000 Jahren. 2019 wurde den Fossilien dann ein Alter zwischen 331.000 und 275.00 Jahren zugeschrieben.

## Fossilien
2019 wurden die Fossilien der insgesamt 16 Individuen in einer Fachveröffentlichung vorgestellt. Demnach fand man in den Überresten der Hualong-Höhle acht Schädelknochen, sieben einzelne Zähne, drei Fragmente von Oberschenkelknochen sowie den zu rund 75 Prozent erhaltenen Schädel von Individuum 6 (HLD 6). Der in jahrelanger Feinarbeit vom anhaftenden Gestein befreite und danach rekonstruierte Schädel HLD 6 hat ein Innenvolumen von 1150 cm³. Er stammt dieser Studie zufolge von einem Jugendlichen und besitzt – wie andere hominine Fossilien ähnlichen Alters – teils archaische, teils „moderne“ Merkmale. Hierzu gehören auffällige, archaisch anmutende Überaugenwulste und ein relativ niedriges, langgestrecktes Schädeldach, beides jedoch kombiniert mit einem modern anmutenden relativ flachen Gesicht und einem sehr kleinen Kinn. Auch den Zähnen wurde „eine bemerkenswerte Anzahl abgeleiteter Merkmale“ zugeschrieben, „die in den meisten fossilen Fundstätten von Homininen aus dem mittleren Pleistozän in Ostasien nicht vorhanden sind“; dies wurde als Beleg für die Vielfalt der Homininen-Evolution im späten Mittelpleistozän bewertet.
In einem im November 2015 von der Chinesischen Akademie der Wissenschaften publizierten Bericht war der sechs Wochen zuvor entdeckte Schädel als von Homo erectus stammend beschrieben worden. Auch ein 2017 in chinesischer Sprache publizierter Fachartikel, in dem die zwischen 2014 und 2016 aufgesammelten Steinwerkzeuge analysiert wurden, ordnete die Funde Homo erectus zu. In der 2019 erschienenen Fachveröffentlichung wurden der Schädel und auch die übrigen Funde hingegen nur als „archaischer Homo“ eingestuft, also weder zu Homo erectus noch zu Homo sapiens gestellt und stattdessen – in Einklang mit der vor allem von chinesischen Forschern vertretenen Hypothese vom multiregionalen Ursprung des modernen Menschen – als Beleg für einen in Ostasien vollzogenen Übergang von archaischen Arten der Gattung Homo (speziell: Homo erectus) zum anatomisch modernen Menschen (Homo sapiens) gedeutet.
Neben den mehr als 3000 großen wurden rund 1500 kleinere Säugetierfossilien geborgen sowie 20.000 Fragmente und kleine Zähne, die keiner bestimmten Art zugeordnet werden konnten. Vergleichbar mit den Tierfossilien am Fundort der Schädelknochen von Hexian und Nanjing wurden typische Vertreter der Ailuropoda-Stegodon-Fauna nachgewiesen, insbesondere aus den Gattungen Ailuropoda (Großer Panda), Stegodon (Stegodon orientalis), Megatapirus und Arctonyx (Schweinsdachse). Außerdem wurden u. a. Belege für Weißzahnspitzmäuse, Kurzgesichtmaulwürfe, Hamster (Cricetinus), Brandts Mongolische Wühlmaus sowie Braunbären, Schweine (Sus lydekkeri) und Hirsche (Cervus grayi und Sinomegaceros) geborgen.

## Belege
1. 1 2 3  Xiu-Jie Wu et al.: Archaic human remains from Hualongdong, China, and Middle Pleistocene human continuity and variation. In: PNAS. Band 116, Nr. 20, 2019, S. 9820–9824, doi:10.1073/pnas.1902396116.
2. 1 2  Chinese Academy of Sciences: „Dongzhi Man“ – China's Latest Ancient Human Fossil Find. Auf: cas.cn vom 23. November 2015.
3. 1 2  Supplementary Information for: Archaic Human Remains from Hualongdong, China, and Middle Pleistocene. (PDF)
4. ↑  Xiujie Wu et al.: Morphological and morphometric analyses of a late Middle Pleistocene hominin mandible from Hualongdong, China. In: Journal of Human Evolution. Band 182, 2023, 103411, doi:10.1016/j.jhevol.2023.103411.
 A new human species? Mystery surrounds 300,000-year-old fossil. Auf: nature.com vom 18. September 2023.
5. ↑  Xiujie Wu et al.: Morphological description and evolutionary significance of 300 ka hominin facial bones from Hualongdong, China. In: Journal of Human Evolution. Band 161, 2021, 103052, doi:10.1016/j.jhevol.2021.103052.
6. ↑  Xiujie Wu et al.: The hominin teeth from the late Middle Pleistocene Hualongdong site, China. In: Journal of Human Evolution. Band 206, 2025, 103727, doi:10.1016/j.jhevol.2025.103727.
7. ↑  Dong Zhe et al.: Preliminary report on the stone artifacts excavated from hualongdong paleoanthropological site from 2014 to 2016, dongzhi, anhui province. In: 第四纪研究 (Quaternary Sciences). Band 37, Nr. 4, 2017, S. 778–788, doi:10.11928/j.issn.1001-7410.2017.04.10.